# バンディアガラ圏
バンディアガラ圏（バンディアガラけん、フランス語: Cercle de Bandiagara）は、マリ共和国の地方行政区画でバンディアガラ州を構成する圏のひとつ。行政の中心地はバンディアガラにおかれる。下級単位のコミューンは2009年時点で21団体あり、2009年の統計で人口は317,965人を数える。
2023年2月22日、行政区画再編によりモプティ州からバンディアガラ州に移管され、一部のコミューンが分離した。

## コミューン
バンディアガラ圏には2009年時点で以下のコミューンがある。2023年2月22日の行政区画再編により、ケンデ、サンガーは単独の圏に昇格し、ボルコなどのコミューンも新しい圏に移管となった。
- バンディアガラ（fr:Bandiagara (ville)）
- バラ・サラ（fr:Bara Sara）
- ボルコ（fr:Borko）
- ドンドリ（fr:Dandoli）
- ディアンナティ（fr:Diamnati）
- ドガニ・ベレ（fr:Dogani Béré）
- ドークーンボ（fr:Doucoumbo）
- ドーロー（fr:Dourou）
- ケンデ（fr:Kendé）
- ケンディー（fr:Kendié）
- ロヴァル＝ゲウー（fr:Lowol-Guéou）
- メトーモー（fr:Métoumou）
- オンドゥーグー（fr:Ondougou）
- ペロー (マリ共和国)（fr:Pélou）
- ピニャリー（fr:Pignary）
- ピニャリ・バナ（fr:Pignari Bana）
- サンガー (マリ共和国)（fr:Sangha (Mali)）
- セゲー・イレ（fr:Ségué Iré）
- ソロリー（fr:Soroly）
- ティンニリ（fr:Timniri）
- ワドゥーバ（fr:Wadouba）